# Tenencia de gobierno de Santa Fe
La tenencia de gobierno de Santa Fe fue la jurisdicción territorial puesta bajo el mando del teniente de gobernador de la ciudad de Santa Fe de la Vera Cruz durante el dominio colonial de España en la actual Argentina. Subsistiendo luego de la Revolución de Mayo de 1810 hasta la creación de la provincia de Santa Fe en 1816. Correspondía al territorio del Cabildo de Santa Fe. El teniente de gobernador reunía el mando político y militar.

## Fundación de Santa Fe

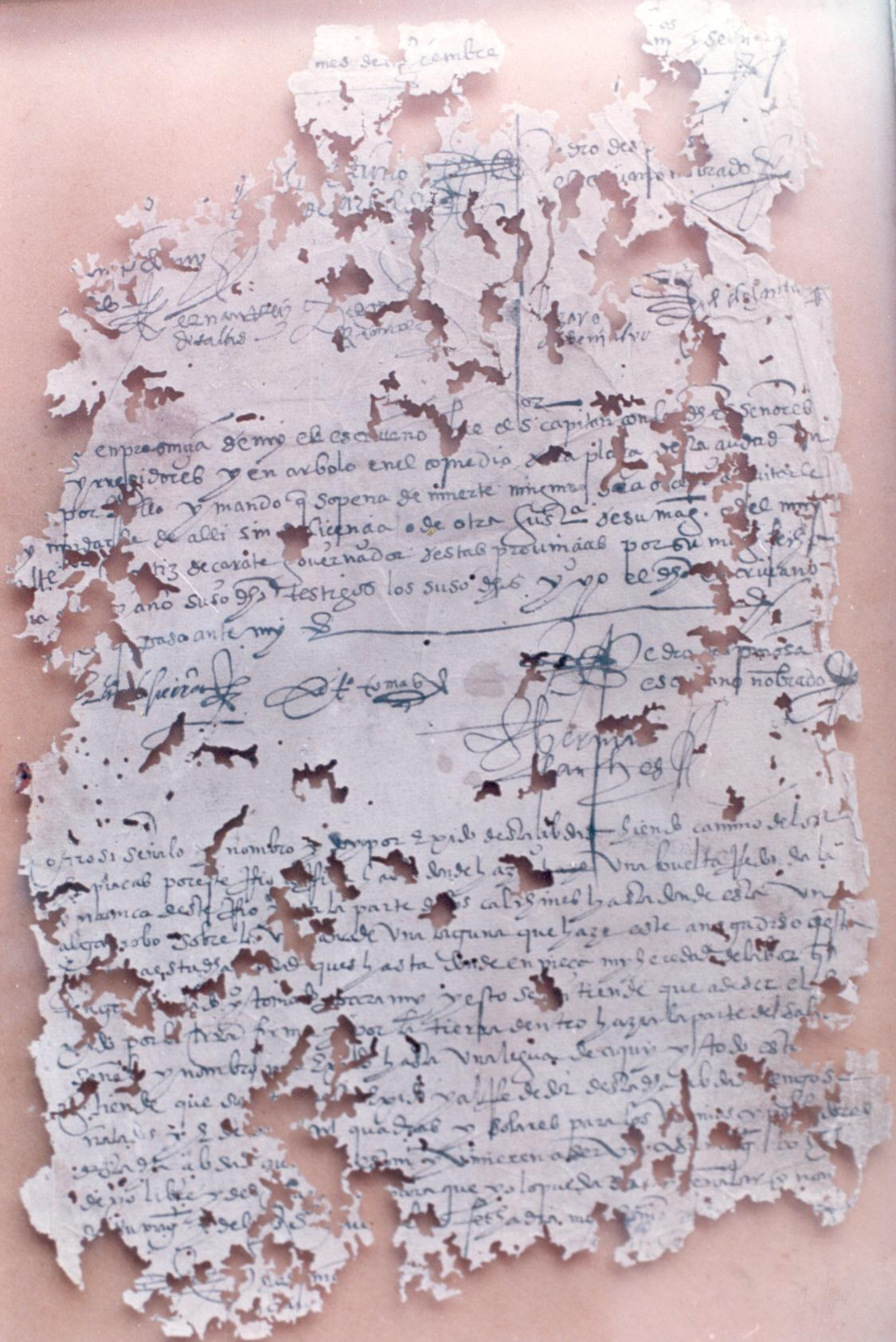
Acta de Fundación de Santa Fe.

Por orden de Martín Suárez de Toledo, gobernador interino del Río de la Plata y del Paraguay con sede en Asunción, partió Juan de Garay desde esa ciudad junto con 80 hombres el 14 de abril y fundó la ciudad de Santa Fe el 15 de noviembre de 1573 en su carácter de capitán y justicia mayor en la conquista y población del Paraná y del Río de la Plata. El acta de fundación señala que los límites de su jurisdicción eran:

Otrosí: nombro y señalo por Jurisdicción de esta ciudad por la parte del camino del Paraguay hasta el Cabo de los Anegadizos y chicos y por el río abajo camino de Buenos Aires veinticinco leguas más avaxo de Santi Spiritus, y assia la parte de El Tucuman cinquenta leguas á la tierra adentro desde las Barrancas de este Río y de la otra parte del Paraná otras cinquenta.

De acuerdo al acta, los límites originales llegaban por el norte hasta cerca del arroyo del Rey, por el sur hasta el Pago de los Arroyos (al sur del después del arroyo del Medio), al este hasta el río Corriente y al oeste hasta el Pozo Redondo. 
Los primeros alcaldes del cabildo fueron Juan de Espinosa y Horduño de Arbillo.

## Creación de la tenencia de gobierno y dependencia de Asunción
Cuando el adelantado Juan Ortiz de Zárate llegó al Río de la Plata, se halló en dificultades con los charrúas en la isla San Gabriel, desde donde envió cartas a Garay nombrándolo teniente de gobernador con poder sobre todos los españoles que se hallaren en la parte sur de la gobernación. Garay recibió las cartas en enero de 1574 y el 12 de marzo fue reconocido por el Cabildo de Santa Fe como teniente de gobernador. Luego Garay partió en auxilio del adelantado, siendo confirmado por él en el cargo el 7 de mayo de 1574. Posteriormente Garay se hizo cargo del gobierno de toda la gobernación, siendo sucedido en la tenencia de gobierno por Francisco de Sierra, en 1577:
Un acta de Cabildo de Santa Fe con fecha 26 de abril de 1588, precisó los límites de su jurisdicción, señalando que con Corrientes la separaba el remate de los anegadizos grandes; con Santiago del Estero: las Cruces grandes, que es arriba del pantano grande, encima de las tapias de Marchinsacati; con Córdoba: el Pozo redondo, que son los términos que Juan de Garay señaló; y con Buenos Aires: con los querandíes, que están en la mitad del camino de Buenos Aires, que es el riachuelo, que es abajo de la Matanza.

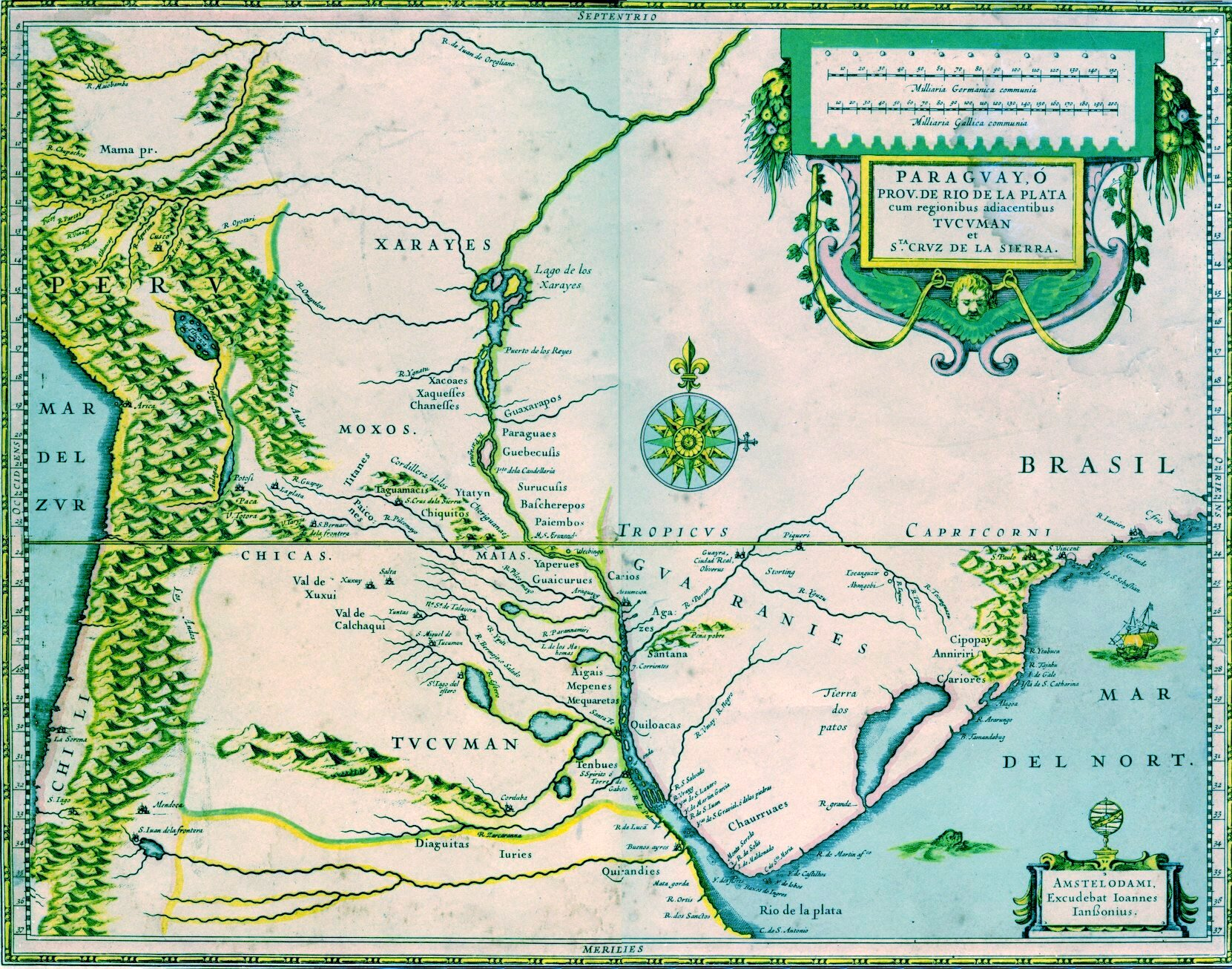
Gobernación del Río de la Plata y del Paraguay con las tenencias de gobierno de Asunción, Buenos Aires, Corrientes, Santa Fe y Concepción del Bermejo, en un mapa de 1600.

El nuevo adelantado, Juan Torres de Vera y Aragón, designó como teniente de gobernador de Santa Fe a Felipe de Cáceres en 1588, siendo sucedido por Luis de Abreu y Albornoz, en el año 1594:

## Creación de la gobernación del Río de la Plata con inclusión de Santa Fe
La Cédula Real del 16 de diciembre de 1617 dividió la región que se había atribuido al gobierno de Pedro de Mendoza, en dos: la Gobernación del Río de la Plata, con las ciudades de Buenos Aires, Santa Fe, San Juan de Vera de las Corrientes y Concepción de Buena Esperanza; y la Gobernación del Paraguay o del Guayrá, con las de Asunción del Paraguay, Guayrá, Villa Rica del Espíritu Santo y Santiago de Jerez.
El 17 de mayo de 1618 tomó posesión el primer gobernador basado en Buenos Aires, Diego de Góngora. Desempeñándose como teniente de gobernador en el año siguiente Antonio Tomás de Santuchos.
Debido a las inundaciones, se resolvió emplazar la ciudad en su lugar actual. Los primeros traslados de pobladores comenzaron a operarse aisladamente en 1651, pero hubo protestas y apelaciones a la decisión, por lo que, previas las construcciones del caso, la mudanza se concretó recién en 1661, oportunidad en la que se agregó el calificativo de la Vera Cruz al nombre de Santa Fe. Finalmente, la autorización real fue concedida por Real Cédula del 6 de agosto de 1670.

## Tenientes de gobernador coloniales de Santa Fe
Los siguientes tenientes de gobernador santafesinos desde la fundación de la ciudad rioplatense de Santa Fe, en su primer emplazamiento, ubicado en el territorio de la jurisdicción del entonces gran Virreinato del Perú, hasta la creación de intendencias dentro del nuevo Virreinato del Río de la Plata, escindido del anterior:
- Juan de Garay (1574)
- Francisco de Sierra y Ron (1577)
- Simón Jaques (1580)
- Gonzalo Martel de Guzmán (1582)
- Felipe de Cáceres (1588)
- Luis de Abreu y Albornoz (1594)
- Hernando Arias de Saavedra (marzo de 1594)
- Antonio de Acevedo (1597)
- Manuel de Frías (1599)
- Tomás de Santuchos (1603)
- Antón Rodríguez de Cabrera (1605)
- Pedro Contreras de Guzmán (1609)
- Antonio de Acevedo (1610)
- Cosme de Angulo (enero de 1615)
- Juan de Garay y Becerra "el Legítimo" (1615)
- Sebastián de Aguilera (1617)
- Manuel Martín (1618)
- Antonio Tomás de Santuchos (1619)
- Sebastián de Orduña (1620)
- Gonzalo de Carvajal (1623)
- Juan de Zamudio (1625)
- Juan Alonso de León (1631)
- Rodrigo de Guzmán Coronado (1635)
- Alonso Fernández Montiel (4 de marzo de 1636)
- Juan de Garay y Becerra "el Legítimo" (13 de diciembre de 1636)
- Cristóbal de Garay y Saavedra (7 de julio de 1637)
- Bernabé de Garay y Saavedra (enero de 1640)
- Amador Báez de Alpoin (11 de agosto de 1640)
- Diego de las Casas (enero de 1641)
- Hernando de Tejeda y Mirabal (1642)
- Jerónimo Luis II de Cabrera y Garay (1643)
- Diego de la Vega y Frías (1643)
- Pedro Homem de Pessoa de Sáa y Pereda-Ribera (1645)
- Diego Gutiérrez de Umanes (1648)
- Florián Gil de Negrete (1650)
- Mateo Gómez de Buitrón y Mujica (1653)
- Juan Arias de Saavedra (septiembre de 1653)
- Diego Iñiguez de Chávarri (1661)
- Lorenzo Flores de Santa Cruz (1661)
- Diego Tomás de Santuchos (1663)
- Juan Francisco de Noriega (1666)
- Pedro Sierra y Morales (1667)
- Antonio de Vera Mujica (1668)
- Hernando de Ribera Mondragón (1672)
- Mateo de Arregui (1675)
- Francisco Izquierdo (1683)
- Miguel de Riglos (1688)
- Francisco Domínguez (1668)
- Francisco de Moreira Calderón (1689)
- Francisco Pascual de Echagüe y Andía (1691)
- José González de Castilla (1700)
- Juan José Moreno (1702)
- Juan José de Ahumada (1708)
- Juan de Lacoizqueta (1712)
- Martín de Barúa (1715)
- Juan de Lacoizqueta (1716)
- Martín de Barúa (1717)
- Juan Lorenzo García de Ugarte (1723)
- Francisco de Siburu (1728)
- Francisco Javier de Echagüe y Andía (1733)
- Francisco Antonio de Vera Mujica (1742)
- Joaquín Maciel y Lacoizqueta (1766)
- Melchor de Echagüe y Andía (1771 - 1786)

## Intendencia de Buenos Aires

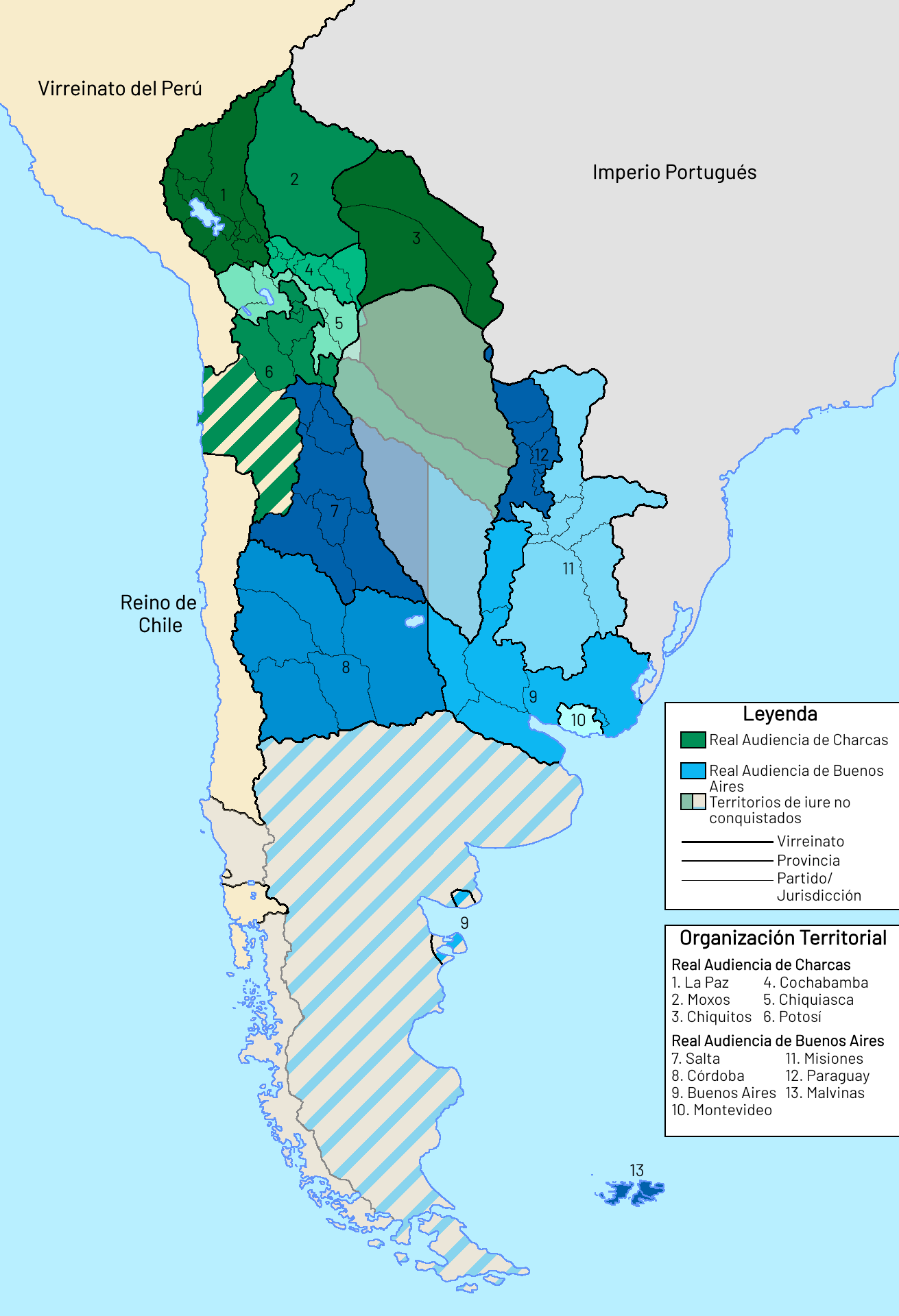
El Virreinato del Río de la Plata en 1783 (creado en 1776, luego de ser separado del gran Virreinato del Perú).
Además se le había adjudicado las islas luso-africanas de Fernando Poo y Annobón desde 1778 hasta 1782, reducciones chaqueñas del Bermejo (hasta 1793), la intendencia de Puno (hasta 1796), «Corregimiento de Arica» (hasta 1784), Misiones Orientales (hasta 1801), litoral del Pacífico atacameño (hasta 1803, en que volvió al Virreinato del Perú, y desde 1813 - 1826, año que pasó a Bolivia), desierto y Puna de Atacama (ambos hasta 1826), Patagonia oriental (en forma efectiva solo en la costa atlántica desde 1779) e islas Malvinas.
La Capitanía General de Chile, era una dependencia autónoma del Perú colonial desde 1733 hasta el 15 de mayo de 1798, con ceca propia, siendo este último año que Chile colonial pasaría a ser una entidad territorial definitivamente separada.

Al crear el Virreinato del Río de la Plata el 12 de agosto de 1776, Santa Fe dejó de depender del Virreinato del Perú, manteniéndose dentro de la gobernación de Buenos Aires de la misma forma, como una tenencia de gobierno. Los comandantes de los partidos entrerrianos pasaron a ser nombrados desde 1777 por el Cabildo bonaerense, hasta que al año siguiente se lo terminaría por anexar, aunque manteniéndolo como comandancia general.
Bajo su dependencia se hallaban en territorio santafesino los pagos de Coronda, Rosario y de los Arroyos, la reducción de San Javier y el fuerte de Rincón, y en el actual territorio entrerriano: La Bajada del Paraná y Nogoyá.
En 1778 el virrey Juan José de Vértiz y Salcedo decidió que el territorio comprendido entre el río Paraná, el arroyo Nogoyá, el arroyo Raíces, el río Gualeguay, el arroyo Yeruá y el río Uruguay pasara a depender del Cabildo de Buenos Aires.
Con el dictado de la Real Ordenanza de Intendentes, del 28 de enero de 1782, Santa Fe quedó comprendida dentro de la intendencia de Buenos Aires, dependiendo el teniente de gobernador santafesino del intendente bonaerense. 
El teniente de gobernador Melchor de Echagüe y Andía cesó en ese cargo el 20 de marzo de 1786, cuando recibió la designación de subdelegado de Real hacienda y guerra de fecha 11 de marzo de 1786.
El 19 de febrero de 1793 el virrey relevó a Echagüe y Andía designando al capitán de Dragones Prudencio María de Gastañaduy como comandante de armas y subdelegado de Real Hacienda y Correos, asumiendo el 4 de marzo de 1793. El 18 de diciembre de 1795 el ministro del Despacho Universal de la Guerra, Miguel José de Azanza, comunicó la decisión del rey de restablecer el cargo de teniente de gobernador político y militar para Santa Fe del Río Paraná. El 28 de mayo de 1796 el virrey comunicó ese nombramiento para Gastañaduy, quien retuvo su cargo de subdelegado de Real hacienda asumiendo el 4 de julio de 1796.
Hasta el 8 de mayo de 1788 la Real Hacienda estuvo al mando de un superintendente pero por decisión del rey, a partir de esa fecha, el virrey del Río de la Plata pasó a ser el gobernador intendente de la misma.

### Desde la Revolución de Mayo
Después de la Revolución del 25 de mayo de 1810, el régimen de las Gobernaciones Intendencias se mantuvo y Santa Fe continuó dependiendo de Buenos Aires hasta el 26 de abril de 1815 cuando designó su propio gobernador.
El 5 de junio de 1810 llegó a Santa Fe el enviado de la Primera Junta de Buenos Aires, coronel José Espíndola, entregando al teniente de gobernador Prudencio de Gastañaduy la comunicación de la instalación de la Junta tras la Revolución de Mayo, y pidiendo el nombramiento de un diputado. Se fijó la fecha del 9 de junio para celebrar un cabildo abierto para nombrar a este, pero una disputa entre los partidarios de Juan Francisco Tarragona y de Francisco Candioti lo impidió. El 19 de junio, Mariano Moreno ordenó al teniente de gobernador Gastañaduy que viajara a Buenos Aires, quedando en su lugar provisoriamente el alcalde de primer voto Pedro Tomás de Larrechea y como comandante militar Melchor de Echagüe y Andía. El 10 de agosto de 1810 la Junta nombró como nuevo teniente de gobernador al coronel Manuel Ruiz.
El 22 de septiembre Manuel Belgrano recibió la orden de realizar una expedición al Paraguay, por lo que se le extendió autoridad sobre la jurisdicción de Santa Fe. Incorporó a la expedición el 1 de octubre a la Compañía de Blandengues de Santa Fe, compuesta por 40 soldados y 60 reclutas, y ordenó que se formara una segunda compañía con otros 100 hombres al mando del capitán Agustín Martín Dacosta. El 16 de octubre las fuerzas cruzaron a la Bajada (actual Paraná y entonces dependiente de Santa Fe).
La Primera Junta dispuso el 5 de septiembre de 1810 que los 3 partidos del este de Entre Ríos dependieran de la Tenencia de Gobierno de Santa Fe, siendo su comandante militar Josef de Urquiza, padre de Justo José de Urquiza, hasta el 4 de octubre de 1810, fecha en que Belgrano le aceptó la renuncia. El 19 de octubre Belgrano nombró como comandante general de los partidos de Entre Ríos a José Miguel Díaz Vélez, hasta entonces alcalde de 1° voto de Concepción del Uruguay, a quien había dejado en Paraná con la misión de formar milicias populares, enviándolo a Concepción del Uruguay.
El 18 de diciembre se reunió el cabildo abierto, que nombró diputado a Tarragona.
El 10 de febrero de 1811 se crearon las juntas provinciales, instalada por Ruiz en Santa Fe el 23 de julio de 1811, Estuvo constituida por: José Ignacio Echagüe y Francisco Alsogaray. El 14 de febrero de 1812 asumió como teniente de gobernador el teniente coronel Juan Antonio Pereira, quien por orden del Primer Triunvirato disolvió la junta provincial.
El 5 de diciembre de 1812 asumió como teniente de gobernador el coronel Antonio Luis Beruti.
El 27 de febrero de 1812 Belgrano estableció las baterías Libertad e Independencia a orillas del río Paraná, en Rosario e hizo jurar ese día por primera vez la bandera nacional a sus soldados. 
El 3 de febrero de 1813 en las costas del convento de San Lorenzo, el general José de San Martín libró su único combate en territorio argentino, que casi le cuesta la vida. En junio de 1813 se hizo cargo de la tenencia de gobierno Luciano Montes de Oca hasta febrero de 1814, cuando le siguió brevemente el coronel Ignacio Álvarez Thomas y el 9 de mayo Eustoquio Díaz Vélez.
En 1813 el comandante de Paraná, Eusebio Hereñú, reconoció a José Gervasio Artigas como «Protector de los Pueblos Libres» desconociendo la dependencia de Santa Fe y estableciendo de hecho la autonomía de Entre Ríos.
El 10 de septiembre de 1814, el director Supremo de las Provincias Unidas del Río de la Plata, Gervasio Antonio de Posadas, dispuso por decreto separar de la Gobernación Intendencia de Buenos Aires, y de la Tenencia de Gobierno de Santa Fe, a la Provincia de Entre Ríos y a la Provincia de Corrientes, erigiéndolas en Gobernaciones-Intendencias con sus propios titulares y fijando sus jurisdicciones.

### Autonomía provincial y fin de la tenencia
El 20 de marzo de 1815 las fuerzas artiguistas comandadas por Manuel Francisco Artigas, Eusebio Hereñú y la flotilla fluvial de Luis Lanché desembarcaron en Santa Fe; tres días después, Eustoquio Díaz Vélez abandonó la ciudad.
El 2 de abril — mientras el gobierno central de Carlos María de Alvear caía por la rebelión de Álvarez Thomas (a la sazón al mando de un ejército enviado hacia Santa Fe para combatir a José Gervasio Artigas) — el jefe de la milicia local, Francisco Candioti, se hizo cargo pacíficamente del gobierno por nombramiento del cabildo, iniciando así la era de Santa Fe como provincia autónoma. El 26 de abril de 1815, la elección de Candioti fue ratificada por una elección popular. Esta etapa fue corta, ya que Candioti estaba enfermo y el 25 de junio lo suplantó interinamente Pedro Tomás de Larrechea, falleciendo Candioti el 27 de agosto.
Durante el interinato de Larrechea llegó desde Buenos Aires a Santa Fe al frente de un Ejército de Observación de 3.000 hombres el general Juan José Viamonte, quien influyó para que el 2 de septiembre de 1815 el Cabildo santafesino restableciera la dependencia del gobierno de Buenos Aires, nombrando a Francisco Tarragona como teniente de gobernador.
Sin embargo, luego de la sublevación de Añapiré del 2 de marzo de 1816, los caudillos Mariano Vera y Estanislao López pusieron sitio a la ciudad, capitulando Viamonte el 21 de marzo. Depusieron al teniente de gobernador y proclamaron la soberanía de la provincia y su ingreso a la Liga de los Pueblos Libres, de Artigas. El 9 de abril de 1816 fue firmado el Pacto de Santo Tomé, entre las fuerzas artiguistas y el general Eustoquio Díaz Vélez. El 10 de mayo de 1816, Vera fue elegido gobernador y designó a López como comandante de armas.
- Wikisource contiene obras originales de o sobre Tenencia de gobierno de Santa Fe.

El 28 de mayo de 1816 se firmó un tratado entre representantes de Buenos Aires y de Santa Fe por el que se acordó que Buenos Aires reconocería la autonomía de Santa Fe, fijando el límite entre ambas en el arroyo del Medio: 

Artículo 1°. Se reconocerá por Buenos Aires, libre e independiente a la provincia de Santa Fe, hasta el resultado de la Constitución que debe dar el Soberano Congreso. Su territorio queda demarcado en el Arroyo del Medio: le serán dependientes los fuertes de la Esquina y Melincué, y el de Mercedes si se justifica haver sido de esta jurisdiccion (...)